# Lord Rayleigh
John William Strutt, tercer barón de Rayleigh, también conocido como Lord Rayleigh, (Reino Unido: /lɔːd ˈɹeɪli/; Langford Grove, Essex, 12 de noviembre de 1842-Witham, Essex, 30 de junio de 1919) fue un físico y catedrático universitario británico galardonado con el Premio Nobel de Física en 1904. Estableció la existencia de los gases nobles, descubriendo el argón e investigando las propiedades físicas de los gases.

## Biografía
En 1873, a la muerte de su padre, John James Strutt, heredó el título de barón. Debido a su naturaleza enfermiza, padeció problemas de salud durante los primeros años de su vida.
Estudió matemáticas en el Trinity College de la Universidad de Cambridge en 1861, graduándose en 1865. Comenzó a trabajar en 1879 como profesor de física experimental en dicha universidad y como director del Laboratorio Cavendish de física experimental (1879-1884).
En 1887 se trasladó a Londres, donde fue profesor de filosofía natural de la Real Institución hasta 1905. Fue también secretario de la Real Sociedad de Londres (1887-1896) y presidente de la misma (1905-1908). Desde 1892 hasta 1901 actuó como gobernador del condado de Essex por expreso deseo del rey y fue canciller de la Universidad de Cambridge desde 1908 hasta 1919. Fue cristiano.

## Investigaciones científicas

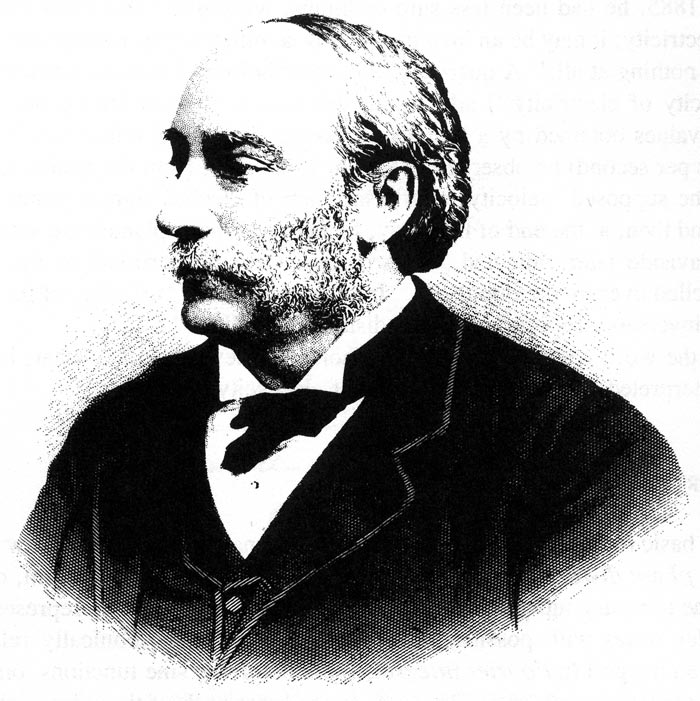
John William Strutt

Las primeras investigaciones de Rayleigh se recogen en su obra The Theory of Sound (2 vols., 1877-78), en la que se describe un nuevo procedimiento para medir las vibraciones acústicas. En el campo de la óptica realizó una serie de trabajos sobre la polarización de la luz, contribuyó a la teoría de la radiación del cuerpo negro y logró dar una explicación del color azul del cielo. Además fue el responsable de la determinación de unidades eléctricas de medida y realizó trabajos sobre la luz, el color, la electricidad, la dinámica de la resonancia, las vibraciones de gases y los sólidos elásticos.
También hizo estudios acerca de la capilaridad y del electromagnetismo y aportó ideas a la teoría de la formación y estabilidad de las venas líquidas. Pero probablemente su labor científica más importante consistió en la cuidadosa determinación de las densidades de los gases atmosféricos. Buscando una explicación a la diferencia de densidades del nitrógeno del aire y del obtenido a partir del nitrato amónico, descubrió, en colaboración con sir William Ramsay, el elemento argón (1894).
Durante 1919, Rayleigh fue presidente de la Sociedad para la Investigación Psíquica.
Ingresó en la Orden del Mérito con motivo de la coronación de Eduardo VII y en 1904 fue galardonado con el Premio Nobel de Física «por sus investigaciones sobre la densidad de un buen número de gases así como por el descubrimiento del argón».

## Eponimia
- El cráter lunar Rayleigh lleva este nombre en su memoria.[3]
- El cráter marciano Rayleigh igualmente lleva su nombre.[4]
- El asteroide (22740) Rayleigh también conmemora su nombre.[5]